# بيار هارمل
بيير تشارلز خوسيه ماري ، كونت هارمل (16 مارس 1911 - 15 نوفمبر 2009) محامٍ بلجيكي وسياسي ودبلوماسي ديمقراطي مسيحي. خدم هارمل ثمانية أشهر في منصب رئيس الوزراء بلجيكا الأربعين من عام 1965 إلى عام 1966.